# Mikuláš z Litomyšle
Mikuláš z Litomyšle (latinsky Nicolaus de Litomysl, nebo Nicolaus de Lutomyssl, německy Nikolaus von Leitomischl, † kolem roku 1404) byl český teolog a v letech 1386 a 1402/03 rektor Univerzity Karlovy.

## Život
Mikuláš studoval na Karlově univerzitě, kde roku 1375 získal akademický titul bakaláře a roku 1378 magistra svobodných umění. V roce 1384 byl zvolen děkanem artistické fakulty a roku 1386 rektorem univerzity. V roce 1402 promoval na doktora teologie a ve studijním roce 1402/03 byl znovu zvolen do rektorského úřadu.
Mikuláš patřil k předním osobnostem tehdy ještě mladé univerzity. Byl učitelem Jana Husa a který jej později ve svém kázání z roku 1409 označil za prozíravého rádce („consiliarius perspicuus“). V interním sporu o učení Jana Viklefa z roku 1403 stál na straně jeho zastánců.

## Spisy
Dochovaly se některé písemné dokumenty, jako rekomendace při promocích bakalářů a licenciátů
- Recommendatio baccalariorum Wenceslai de Rudnicz et Nicolai de Budweis; Recommendatio in liberalibus licentiatorum

a také četné kvestie z let 1381–97
- Utrum omnia ea, que sunt in voce, sunt earum, que sunt in anima, passionum
- Utrum omnis predicacio sit essencialis vel demonstrativa
- Utrum idem terminus suppositus materialiter potest supponere personaliter et econtra
- Utrum omnis consequencia sit consequencia formalis
- Utrum aliqua causa naturalia sint nota vere et simpliciter
- Utrum omnis transmutacio successiva sit ad transmutandum esse substanciale vel accidentale
- Utrum naturalis in quantum talis habeat disputare contra negantem sua principia
- Utrum ad proposicionem impossibilem sequatur quelibet alia proposicio
- Utrum omnis voluntas dampnatorum est mala